# Samira Suleman
Samira Suleman (* 16. August 1991 in Sekondi-Takoradi, Western Region, Ghana) ist eine ghanaische Fußballspielerin.

## Karriere

### Verein
Suleman startete ihre Seniorenkarriere bei den Hasaacas Ladies und ging 2010 für ein Studium in die USA, wo sie 2 Jahre lang für die Robert Morris Eagles auflief. 2012 kehrte sie nach Ghana zurück und unterschrieb bei den Hasaacas Ladies, von wo sie 2015 nach Island zu UMF Víkingur verliehen wurde. Im Winter 2015 kehrte sie zu den Sekondi Hasaacas zurück, bevor Suleman im Mai 2016 permanent nach Island, zum UMF Víkingur, ging. Dort unterschrieb sie einen Einjahresvertrag. Bei UMF Víkingur spielt sie gemeinsam mit ihrer Nationalmannschaftskollegin Janet Egyir. Am 4. Mai 2018 unterschrieb sie mit ihrer Landsfrau Egyir für UMF Afturdeiling.

### Nationalmannschaft
Suleman spielte für die Black Princess (Ghana U-20) die U-20-Fußball-Weltmeisterschaft der Frauen 2010 in Deutschland und die U-17-Weltmeisterschaft 2008 in Neuseeland.
Seit dem Frühjahr 2014 gehört sie zum Kader für die A-Nationalmannschaft von Ghana.

## Persönliches
Zwischen 2010 und 2012 studierte Suleman Angewandte Gesundheitswissenschaften an der Robert Morris Universität in Illinois, USA.